# Israel Football Association

Ehemaliges Logo

Die Israel Football Association (IFA; hebräisch הַהִתְאַחְדוּת לְכַדּוּרֶגֶל בְּיִשְׂרָאֵל ha-Hitʾachdūt lə-Chaddūregel bə-Jisraʾel, deutsch ‚die Vereinigung für Fußball in Israel‘) ist der Fußballverband Israels. Er organisiert neben der Nationalmannschaft auch die nationalen Ligawettbewerbe von der Landesmeisterschaft (Ligat haʿAl) bis hin zu den untersten Klassen. Ihr Sitz ist in Ramat Gan.

## Geschichte
Die IFA wurde 1928 als Football Association of Palestine (unter Britischem Mandat) gegründet, 1929 in die FIFA aufgenommen und trat 1956 als Israel Football Association der Asian Football Confederation (AFC) bei. Viele Länder weigerten sich aber gegen Israel anzutreten. So sagten während der Qualifikation für die WM 1958 nacheinander die Türkei, Indonesien und der Sudan ab, sodass schließlich die in der Europa-Qualifikation ausgeschiedenen Waliser gegen Israel eine letzte Chance erhielten und diese nutzen konnten, wodurch einmalig alle vier britischen Mannschaften an der WM teilnahmen. 1956 und 1960 wurde Israel jeweils Zweiter der Fußball-Asienmeisterschaft. 1964 veranstaltete und gewann Israel die Asienmeisterschaft und bei der Fußball-Asienmeisterschaft 1968 im Iran konnte noch einmal der 3. Platz belegt werden.
Im Jahre 1967 gewann HaPoʿel Tel Aviv sowie 1968 und 1971 Maccabi Tel Aviv den Pokal der Meister von Asien. 1970 konnte sich Israel zum bisher einzigen Mal für die Weltmeisterschaft qualifizieren. Dort unterlag man Uruguay nur knapp und konnte nach einem Unentschieden gegen Schweden dem späteren Vizeweltmeister Italien ein 0:0 abtrotzen. 1974 wurde Israel aus dem AFC ausgeschlossen, die Aufnahme in die UEFA wurde aber von den Staaten des Ostblocks abgelehnt. Die israelische Nationalmannschaft musste in den folgenden Jahren bei der WM- und Olympia-Qualifikation der Oceania Football Confederation (OFC) teilnehmen und so meistens gegen die Länder Australiens und Ozeaniens antreten oder den ozeanischen Verband bei interkontinentalen Playoffs für die WM-Qualifikation vertreten, konnte aber nicht an den dortigen kontinentalen Meisterschaften teilnehmen.
1991 wurde die IFA vorläufig in die UEFA aufgenommen und bestreitet seit der Qualifikation für die WM 1994 die Weltmeisterschafts-Qualifikationen in den Europa-Gruppen. Seit 1994 ist der israelische Verband Vollmitglied der UEFA; die Nationalmannschaft nimmt seit 1994 an der EM-Qualifikation teil, konnte sich aber seitdem noch für kein Turnier qualifizieren. In der Saison 1992/93 nahmen erstmals israelische Vereine an der UEFA Champions League und am Europapokal der Pokalsieger teil. 2002 konnte sich mit Maccabi Haifa erstmals ein israelischer Meister für die Gruppenphase der UEFA Champions League qualifizieren. Die Heimspiele mussten aber im GSP-Stadion in Nikosia, Zypern ausgetragen werden, weil die UEFA internationale Fußballspiele in Israel untersagte. Dort traf man u. a. auf Bayer 04 Leverkusen. Dennoch konnte sich Haifa als Gruppendritter für den UEFA-Cup qualifizieren, schied dort aber sofort gegen AEK Athen aus. Danach konnten noch 2004 Maccabi Tel Aviv und 2009 nochmals Maccabi Haifa die Gruppenphase erreichen, schieden aber jeweils als Letzte in ihrer Gruppe aus. 2010 erreichte HaPoʿel Tel Aviv die Gruppenphase und traf dabei u. a. auf den FC Schalke 04. In der UEFA-Fünfjahreswertung liegt Israel derzeit auf Rang 17.

## Aktuelle Wettbewerbe
Männerfußball
- Ligat ha’Al (erste Liga)
- Liga Leumit (zweite Liga)
- Liga Alef (dritte Liga)
- Gvia HaMedina (Verbandspokal)

Frauenfußball
- Ligat Nashim Rishona (erste Liga)
- Ligat Nashim Shniya (zweite Liga)
- Gvia HaMedina Nashim (Verbandspokal)

## UEFA-Fünfjahreswertung
Platzierung in der UEFA-Fünfjahreswertung:
(in Klammern die Vorjahresplatzierung). Die Kürzel CL, EL und CO hinter den Länderkoeffizienten geben die Anzahl der Vertreter in der Saison 2025/26 der Champions League, der Europa League sowie der Conference League an.
- 15.  (20)  Griechenland (Liga, Pokal) – Koeffizient: 31.525 – CL: 2, EL: 1, CO: 2
- 16.  (17)  Dänemark (Liga, Pokal) – Koeffizient: 31.450 – CL: 1, EL: 1, CO: 2
- 17.  (21)  Israel (Liga, Pokal) – Koeffizient: 31.125 – CL: 1, EL: 1, CO: 2
- 18.  (14)  Ukraine (Liga, Pokal) – Koeffizient: 28.000 – CL: 1, EL: 1, CO: 2
- 19.  (11)  Serbien (Liga, Pokal) – Koeffizient: 27.775 – CL: 1, EL: 1, CO: 2

Stand: Ende der Europapokalsaison 2023/24